# Pierre Drancourt
Pierre Drancourt (født 10. maj 1982) er en fransk tidligere professionel cykelrytter.